# Noordzee Supergroep
De Noordzee Supergroep (sic) is een supergroep van geologische gesteentelagen in de ondergrond en aan het oppervlak van Nederland, die vrijwel alle Nederlandse gesteenten jonger dan 65 miljoen jaar bevat. Deze gesteenten zijn afgezet aan de rand van het Noordzeebekken, een bekken waar met name in het Paleogeen actief korstextensie plaatsvond.
De Noordzee-supergroep wordt onderverdeeld in drie groepen:
- de Boven-Noordzee Groep, die alle Kwartaire en Neogene gesteenten bevat (tot 23 miljoen jaar oud);
- de Midden-Noordzee Groep, die Oligocene en laat-Eocene gesteenten bevat (23 tot 40 miljoen jaar oud), en
- de Onder-Noordzee Groep, die Paleocene en vroeg- tot midden-Eocene gesteenten bevat (40 tot 60 miljoen jaar oud).

Meestal liggen onder de Noordzee-supergroep oudere gesteenten uit het Krijt, die tot de Krijtkalk Groep behoren.